# Ragnhild Keyser
Ragnhild Keyser (ur. 12 grudnia 1889 w Oslo, zm. 12 października 1943 tamże) – norweska malarka awangardowa.

## Życiorys

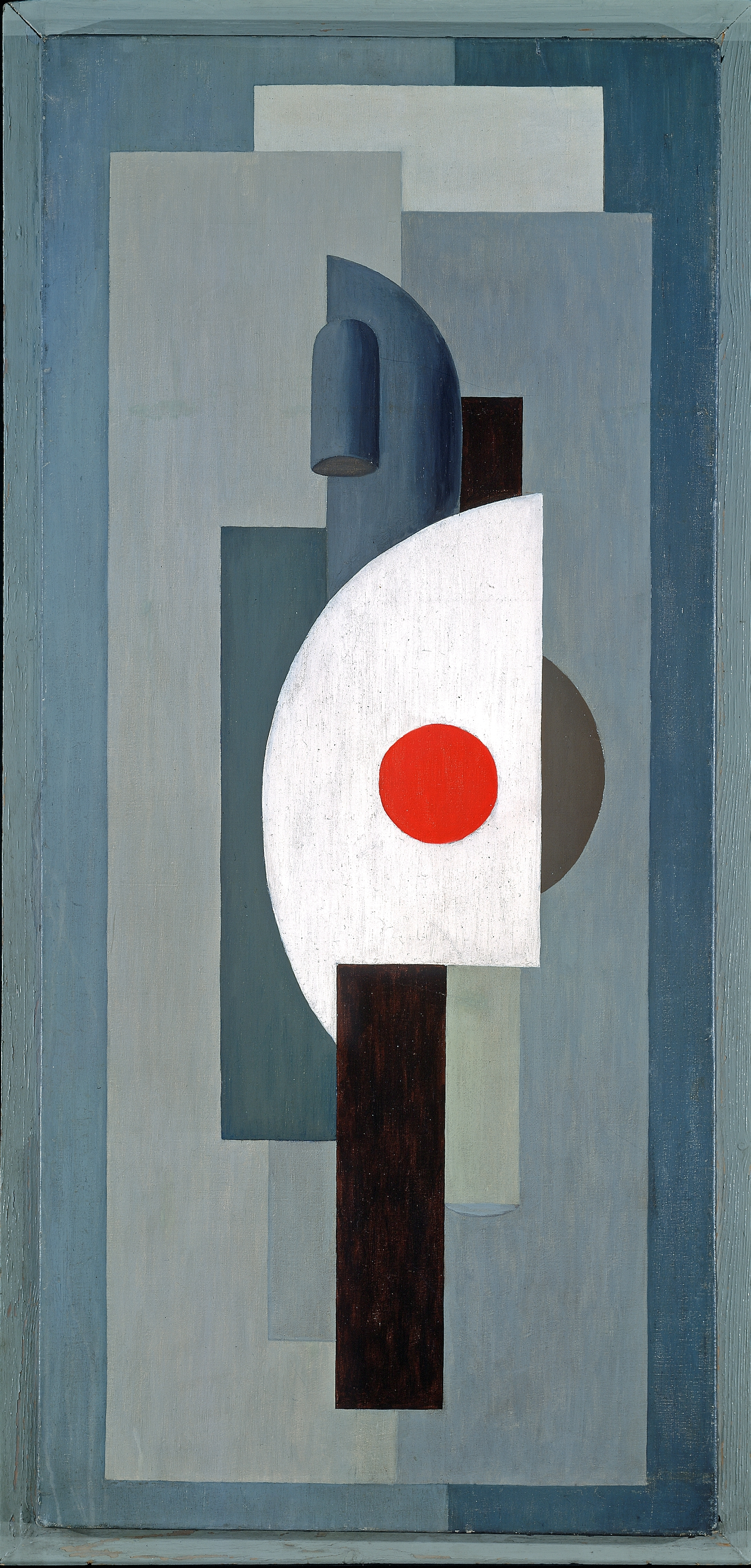
Rustning, ok. 1926 roku

Urodziła się w Kristianii (dzisiejszym Oslo), w rodzinie Ove Ludviga Keysera i Karen Helgi Ingebretsen. W latach 1909–1910 kształciła się w szkole malarskiej Harriet Backer, po czym w latach 1916–1919 kontynuowała naukę w prywatnej szkole malarstwa Poli Gauguina, syna Paula Gauguina.
Na początku drugiej dekady XX w. wyjechała do Paryża, gdzie rozwijała się w pracowniach André Lhote’a i Fernanda Légera. Lata 1920–1935 spędziła głównie w Paryżu, gdzie wystawiała z m.in. Légerem, Pablem Picassem, Juanem Grisem, Pietem Mondrianem i z małżeństwem Sonią i Robertem Delaunay. Wzięła udział w m.in. Salonie Niezależnych (1923, 1926), obszernej wystawie międzynarodowej L'Art d'Aujourd'hui (1925), czy w International Exhibition of Modern Art w Brooklyn Museum (1926–1927).
Wraz z Thorvaldem Hellesenem, Ragnhild Kaarbø i Charlotte Wankel jest zaliczana do grona najważniejszych malarzy norweskiego modernizmu abstrakcyjnego. Z początku tworzyła w duchu kubizmu, po czym zaczęła od niego odchodzić na rzecz abstrakcji geometrycznej, pracując nad dojrzałymi, niefiguratywnymi i abstrakcyjnymi obrazami. Proces tworzenia kompozycji purystycznych zaczynała od szkiców poszczególnych przedmiotów, które następnie sprowadzała do spłaszczonych kształtów, których połączenie tworzyło niemal abstrakcyjne układy.
Zmarła 12 października 1943 roku w Oslo.
Na spuściznę Keyser składa się z ok. 50 obrazów, a także szkice i studia. Jej prace znajdują się w zbiorach m.in. Yale University Art Gallery w New Haven i Narodowym Muzeum Sztuki, Architektury i Projektowania w Oslo.